# Шельтинг, Роман Петрович
Рома́н Петро́вич Ше́льтинг (нидерл. Reinhold van Scheltinga, 7 августа 1762 — 9 марта 1834) — русский генерал-лейтенант голландского происхождения, внук Вейбранта Шельтинга, представитель 3-го поколения рода Шельтингов в России.

## Биография

### Детство
Роман Петрович Шельтинг родился в Санкт-Петербурге в семье полковника Петра Елизаровича Шельтинга (1707 — 5 февраля 1771). Получив первоначальное воспитание дома, 2 августа 1772 года он был определён кадетом в Морской кадетский корпус, откуда через четыре года был выпущен в гардемарины.

### 1772—1804 годы
В звании гардемарина Шельтинг совершал ежегодные плавания по Балтийскому морю. В 1779 году на фрегате «Наталия» он отправился к берегам Англии; но фрегат, как указано в источниках, потерпел крушение у голландского острова Шкеллинга (вероятно, речь идёт об острове Терсхеллинг), и на простом купеческом судне Шельтинг добрался до Лондона, откуда и возвратился в Кронштадт в 1780 году.
Произведённый 1 мая следующего года в мичманы, Шельтинг находился постоянно в плавании, причём не только в водах Балтийского моря: он совершил переход из Кронштадта в Ливорно и обратно в 1781—1782 годах и два перехода на 74-пушечном линейном корабле «Владислав» и транспорте «Соловки» из Кронштадта же в Архангельск в 1783—1787 годах. 1 мая 1785 года Шельтинг был произведён в лейтенанты.

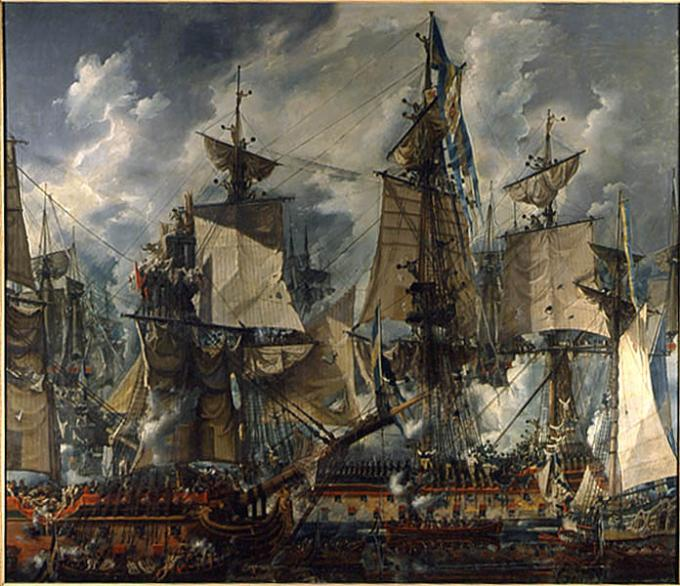
Гогландское сражение

6 июля 1788 года он на линейном корабле «Мечеслав» принял участие в сражении при острове Гохланде, у мели Кальбо-де-грунт, в котором шведский флот под начальством герцога Зюдерманландского был разбит русским флотом под начальством адмирала Самуила Грейга, и укрылся в Свеаборге.
В том же году «Мечеслав» вместе с Шельтингом был отправлен в Копенгаген в состав эскадры вице-адмирала Вилима фон Дезина. Совершив плавание до города Глюкштадта и затем до города Мандаль в Норвегии, Шельтинг возвратился в Кронштадт и 6 июля 1790 года был произведён в капитан-лейтенанты.
В 1790 году Командуя люгером «Великий Князь», перешёл из Копенгагена в Ревель. Командовал люгером до 1795 года
В 1795—1797 годах командовал катером «Меркурий». С этого времени до 1805 года он находился по-прежнему в составе Балтийского флота, снова совершал плавание на кораблях «Максим Исповедник» и «Алексей», фрегатах «Симеон» и «Феодосий Тотемский» по Балтийскому морю к берегам Англии и в Архангельск.
12 марта 1801 года Шельтинг был произведён в капитаны 2-го ранга, а 9 января 1803 года награждён орденом Святого Георгия 4-го класса за «беспорочную выслугу, в офицерских чинах, 18-ти шестимесячных морских кампаний». В 1804 году командовал кораблем «Св. Пётр» при Ревельском порте.
В 1805 году Роман Петрович назначен командиром 62-пушечного линейного корабля «Скорый».

### 1804—1807 годы
Начавшаяся в 1805 году русско-австро-французская война побудила российское правительство отправить в Адриатическое море к Бока-ди-Каттаро эскадру, в состав которой вошёл и корабль «Скорый». Это предоставило Шельтингу случай участвовать в различных военных действиях флота, направленных на то, чтобы очистить от французских войск Черногорию и земли, прилегающие к берегам Адриатического моря.
После начала русско-турецкой войны 1806—1812 годов Шельтинг со своим кораблём присоединился к эскадре Второй Архипелагской экспедиции вице-адмирала Сенявина и в 1807 году участвовал в овладении островом Тенедосом, а затем в сражении при Дарданеллах и в Афонском сражении с турецким флотом.

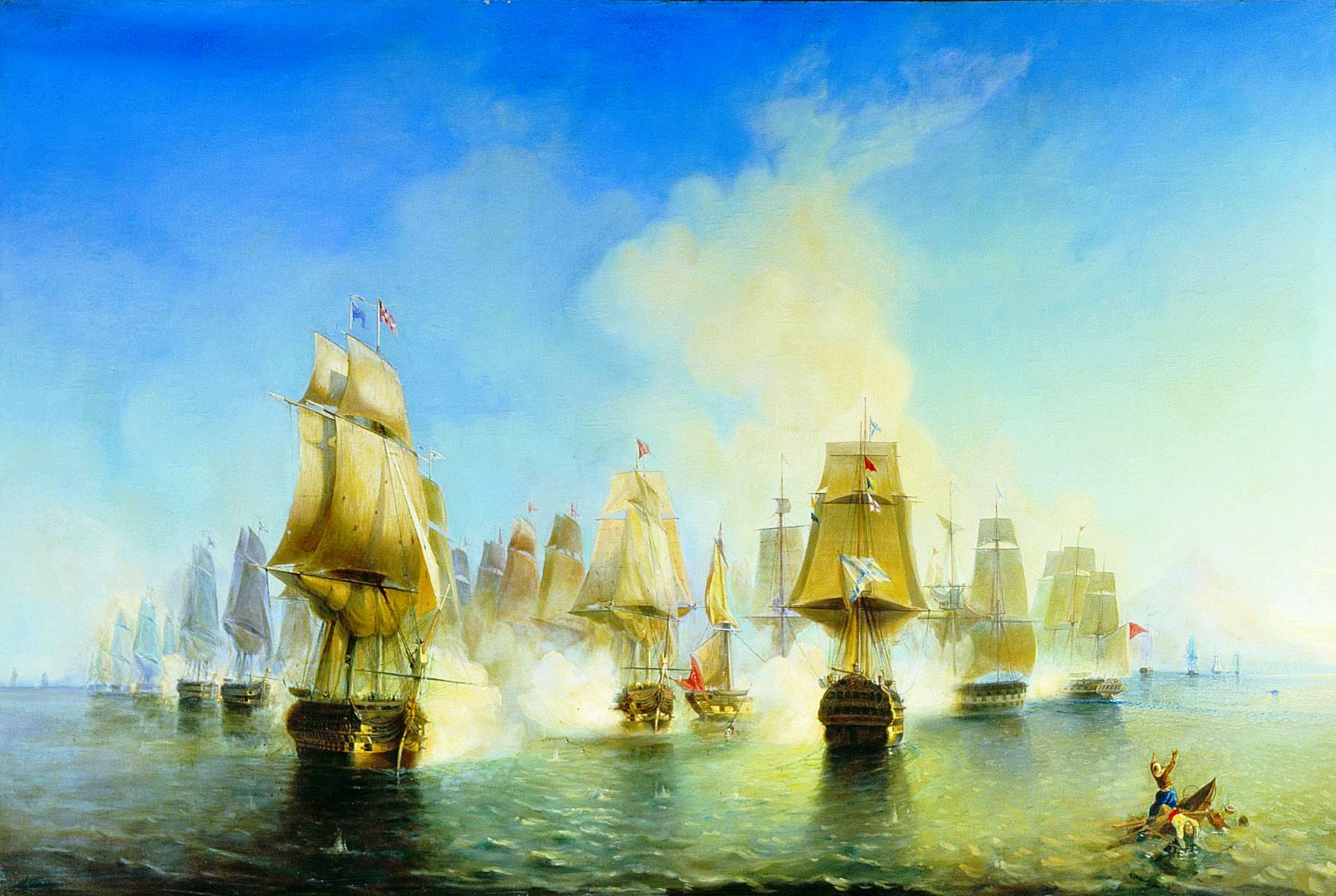
А. П. Боголюбов «Афонское сражение 19 июня 1807 года»

Между тем «Твердый», «Скорый», «Ретвизан» и «Святая Елена» напали на неприятельский авангард. Приказав контр-адмиралу Грейгу сражаться с концевыми кораблями авангарда, Сенявин на «Твердом» вместе со «Скорым» атаковал головной корабль противника. Сенявину удалось зайти с носа и почти в упор дать по неприятелю продольный залп пушками левого борта. Неприятельский корабль лег в дрейф и этим манёвром нарушил всю линию баталии. Командир «Скорого» капитан 1 ранга Роман Петрович Шельтинг тоже почти вплотную сблизился с этим кораблем и разрядил в него весь левый борт. Не выдержав огня с «Твердого» и «Скорого», головной турецкий корабль вышел из линии баталии. Два других корабля последовали его примеру. Четвёртым в строю шёл флагманский корабль Бекир-бея «Седель-Бахри». «Селафаил» и «Уриил» расстреляли его в упор.
«Скорый» завязал отчаянный бой с вышедшими из строя кораблями авангарда, на помощь которым подошёл ещё и фрегат. Оказавшись в окружении, Шельтинг буквально осыпал неприятеля картечью. Турки на время даже оставили верхнюю палубу, а один из турецких кораблей снесло на «Скорый», так что его утлегарь лег на гакаборт русского корабля. Турки хотели пойти на абордаж, но со «Скорого» дали несколько залпов картечью, и противник отступил. На «Скором» тяжело был ранен и вскоре умер лейтенант Кубарский. Его сменил лейтенант Денисьевский, который почти сразу же получил ранение.
— Победа у Афонской горы в кн. В. Д. Доценко. Морские битвы России XVIIII-XX веков. Спб.: Полигон, 2002
После завершения компании вместе с прочими кораблями эскадры перешёл в Лиссабон. За участие в кампании Шельтинг был награждён орденом Святого Владимира 3-й степени.

### 1807—1814 годы
После заключения Тильзитского мира 1807 года и последовавшей блокады, которой русский флот подвергся в Лиссабоне со стороны английского флота, Роман Петрович, произведённый в 1808 году, 28 мая, в капитан-командоры, в составе экипажей эскадры Сенявина был переведён из Лиссабона в Портсмут (Англия), а затем в Ригу и Кронштадт, где получил командование 7-м флотским экипажем. Эту обязанность он выполнял до 15 мая 1814 года.

### 1814—1834 годы
15 мая 1814 года, в чине генерал-майора, Шельтинг был назначен капитаном Архангельского порта. На этом посту 31 июля 1819 года Роман Петрович был награждён орденом Святой Анны 1-й степени. После 9-летней службы на этой должности, 25 апреля 1823 года, Роман Петрович Шельтинг был назначен военным губернатором и главным командиром Свеаборгского порта в Финляндии, удостоившись ранее производства в генерал-лейтенанты (14 октября 1827 года) и ордена Святого Владимира 2-й степени (в 1830 году). Эту последнюю должность он занимал до самой своей кончины, наступившей 9 марта 1834 года.

## Семья
Жена — Минна Андреевна фон Шельтинга, урождённая баронесса фон Неттельгорст (нем. Wilhelmine Henriette von Netttelhorst, 1786—1841).
Сыновья:
- Александр (1806—1836) — поручик лейб-гвардии Литовского полка
- Владимир (нидерл. Woldemar Wybrand van Scheltinga, 1821—1872) — флота генерал-майор

Дочери:
- Эмилия (в замужестве Михайлова; 1810—1860),
- Леокадия (Leonie, 1816—1899), супруга командира Гвардейского экипажа адмирала Самуила Гамильтоновича Мофет (1807 - 1882)
- Анна ? (в замужестве Шишмарева)[4],
- Елизавета (нидерл. Elisabeth Reinholdine, в замужестве Гессен; 1812—1852)

От брака Елизаветы Романовны и Егора Федоровича Гессена родилась Леонида Егоровна фон Гессен (в замужестве Головачёва) — прабабка княгини Леониды Георгиевны Багратион-Мухранской и прапрабабка главы Российского императорского дома Марии Владимировны Романовой.
Похоронен Роман Петрович на православном кладбище в Хельсинки в районе Лапинлахти, там же покоится и прах его супруги Минны Андреевны фон Шельтинг (ур. Неттельхорст) (10.08.1786-9.06.1841).